# ドルチ
ドルチ(モンゴル語: Dorči、? - 1313年)とは、モンゴル帝国に仕えたタングート人将軍の一人。『元史』などの漢文史料では朶児赤(duŏérchì)と記される。

## 概要
ドルチの父斡札簀は元々西夏国に仕えて国史の編纂を行っていた人物であったが、モンゴル帝国の侵攻に当たって西涼の守備につき、そこで現地の父老とともにモンゴルに投降した。モンゴルへの投降後は中興路の管民官に任じられ、モンゴル軍が西方に遠征する際には一度として中興路の兵を滞らせたことがなかったため賞賛されたという。
斡札簀の息子ドルチは15歳にして『論語』・『孟子』・『尚書』に通じ、その才を聞いたクビライによって召還され、その際の間答を気に入ったクビライによって中興路新民総管に任命された。現地に赴任したドルチは新田の開拓や治水によって税の収入を倍増させたという。
それからほどなくして、今度は雲南廉訪副使に任じられて雲南地方に赴任した。この頃の雲南地方では諸民族が反乱を起こしており、多くの同僚が任務を投げ出して逃走する中で、ドルチのみは逃げ出さなかった。また、この頃の雲南行省では官吏が異民族どうしの争いに介入し、賄略を受け取ってある民族を助けたり、敵対する民族を討伐対象にしたりする行為が横行していたため、ドルチはこのような行為を弾劾して遂にやめさせたという。その後、在官のままドルチは62歳で亡くなった。息子は仁通といい、父の地位を継いで雲南省理問となった。1329年（天暦2年）には雲南諸王が反乱を起こし、仁通はこの反乱の鎮圧にあたったが、この時の戦いで亡くなった。